# Берлек (Тетюшский район)
Берлек  — деревня в Тетюшском районе Татарстана. Входит в состав Жуковского сельского поселения.

## География
Находится в юго-западной части Татарстана на расстоянии приблизительно 17 км на юго-запад по прямой от районного центра города Тетюши.

## История
Основана в 1927 году выходцами из села Утямишево.

## Население
Постоянных жителей насчитывалось в 1926 году — 147, в 1938—192, в 1949 году — 211, в 1958—175, в 1970—127, в 1979 — 77, в 1989 — 40. Постоянное население составляло 20 человек (татары 100 %) в 2002 году, 10 в 2010.